# Sejāvand
Sejāvand (persiska: سجاوند, Sījāvand) är en ort i Iran.   Den ligger i provinsen Khorasan, i den nordöstra delen av landet, 800 km öster om huvudstaden Teheran. Sejāvand ligger 1 066 meter över havet och antalet invånare är 935.
Terrängen runt Sejāvand är platt åt sydväst, men åt nordost är den kuperad.Runt Sejāvand är det glesbefolkat, med 17 invånare per kvadratkilometer. Närmaste större samhälle är Salāmeh, 18,6 km sydost om Sejāvand. Omgivningarna runt Sejāvand är i huvudsak ett öppet busklandskap.